# Oiba
Oiba – miasto w Kolumbii, w departamencie Santander.